# Asedio de Santa Ana
El Asedio de Santa Ana fue una batalla entre Guatemala y las fuerzas sublevadas Salvadoreñas de Santiago González que tomó lugar en la ciudad de Santa Ana desde el 3 de julio de 1863 hasta la tarde del 4 de julio de 1863.

## Antecedentes
Desde temprano en el año 1863 El Salvador y Guatemala habían estado en guerra, gracias a este conflicto Guatemala sufrió una fulminante derrota a manos de los salvadoreños en la Batalla de Coatepeque en febrero. Pero el caudillo guatemalteco Rafael Carrera fue rápido en su recuperación y para junio ya había cruzado la frontera para afrontarse de nuevo a su viejo rival Gerardo Barrios. Viendo esto, el mismo Barrios va a Santa Ana y establece allí su cuartel general, pero regresa a la capital el 27 de junio y deja en cargo al general Hondureño José Trinidad Cabañas.

## La deserción de González
Viendo su oportunidad para realizar sus ambiciones de llegar a la presidencia de El Salvador y viendo que José Trinidad Cabañas está en el campamento del general Rafael Osorio, Santiago González aprovecha para reunir los 5,000 soldados reunidos en la ciudad y desconoce la autoridad de Gerardo Barrios. Al regresar del campamento de Osorio, la mayoría de generales se ven disgustados por esta acción y junto con la mayoría del ejército salen de Santa Ana, entre ellos se encontraban los generales José Trinidad Cabañas, Rafael Osorio con su división, Eusebio Bracamonte y Lucio Alvarado, junto a ellos iban los coroneles Mejía, Espinoza y Bil, así como el teniente coronel Wenceslao Matamoros con el batallón de San Salvador; mientras que los generales Pedro Escalón y José Antonio Chico deciden integrarse a las fuerzas de González, este último siendo nombrado su jefe de Estado Mayor. Después de todo esto la brigada de artillería trató de evacuar la ciudad pero no lo pudo hacer. Se estima que 3,800 soldados dejaron la ciudad para unirse a Gerardo Barrios, dejando solo 1,200 hombres al mando de González.
El 1 de julio González mandó a Simón Vides a negociar con el general guatemalteco José Victor Zavala que estaba acuartelado en Sonsonate, pero Vides fue encarcelado ya que Zavala desconfiaba de él, aunque pronto fue liberado después de confirmar los hechos de los que hablaba; el mismo día mando a Vicente Loucel para tratar de convencer a Rafael Carrera (acuartelado en Chalchuapa) de reconocerlo como presidente de El Salvador. Las respuestas no fueron las que esperaba el general, del primero una solicitud de reconocer a Francisco Dueñas como presidente y del segundo una orden de integrarse a su ejército o entregar sus armas dentro de cuatro días. Mientras mando más emisarios a Carrera, principal entre ellos Manuel Gómez, no tuvo éxito.

## La Batalla
González fue advertido del avance de los guatemaltecos el 3 de julio pero no se tomó la advertencia en serio hasta ver a las tropas de Carrera bajar por un cerro, entonces decidió atrincherarse en la ciudad con sus 1,200 hombres más el batallón de Santa Ana comandado por el gobernador coronel Teodoro Moreno, desgraciadamente para González, Moreno y su batallón así como 500 soldados (comandados por el mismo González) decidieron retirarse, dejando solo 700 hombres para defender la ciudad.
La batalla empezó a la 8 de la mañana del 3 de julio, cuando el ejército de Carrera empieza sus asaltos a las posiciones fortificadas de la pequeña fuerza salvadoreña. Los asaltos eran cada vez más numerosos e incrementaban en ferocidad pero se vieron rechazados; los guatemaltecos tuvieron que cambiar sus tácticas y empezaron a atacar las casas y la Iglesia El Carmen donde se refugiaban los soldados de González, siendo encargado para asaltar las fortificaciones de la iglesia el Batallón Jutiapa, dirigido por el coronel Gregorio Solares, para mientras la Sección de Santa Rosa y los rifleros de Mataquescuintla se dirigieron al Barrio Santa Lucía bajo el mando del teniente coronel Fulgencio Morales.
Al mediodía una columna guatemalteca ocupó un reducto pero 50 salvadoreños lo retomaron y rescataron dos bomberos que fueron llevados a la plaza pública. La batalla fue interrumpida por una fuerte lluvia tras la cual siguió, el general González fue herido en la mano y se retiró en medianoche hacia Coatepeque, poco tiempo después evacuaron los generales Chico y Escalón.
Mientras sus jefes evacuaron las tropas salvadoreñas siguieron peleando sin órdenes de estos hasta que llegaron los ayudantes del general Chico a las dos de la mañana del 4 de julio con instrucciones de evacuar las trincheras, los salvadoreños evacuaron todas sus posiciones defensivas excepto la plaza pública donde permanecerían por el resto de la batalla.
Para las 3:30 de la mañana se había evacuado completamente la Iglesia del Carmen pero los viciosos asaltos a la tropa salvadoreña en la plaza pública por parte del Batallón Jutiapa no cesaban, forzando a los defensores ya cansados y sin sus principales comandantes a evacuar la ciudad dejando en manos de los guatemaltecos la mayoría de sus rifles, municiones y piezas de artillería.

## Después de la Batalla
En las próximas horas después de la batalla se colectó el tren de guerra salvadoreño, trajeron y enterraron a los numerosos muertos de ambos bandos y se les fusiló a los defensores capturados y heridos; además se le unieron a Carrera las divisiones de los generales Zavala y Lorenzana y se le unió el general Chico.
Este fue el fin de la rebelión de Santiago González contra Barrios ya que le juraría lealtad a Dueñas y sería su jefe de Estado Mayor, pero no el fin de sus ambiciones presidenciales, cuales serían cumplidas en 1871 cuando derrocó con ayuda Hondureña al hombre que ocho años más temprano le había jurado su lealtad.